# Тер Веме, Маша
Маша тер Веме (нидерл. Mascha ter Weeme, настоящее имя Виллемина Йоханна Хендрика тер Веме, Willemina Johanna Hendrika ter Weeme, урождённая Перебом, нидерл. Peereboom; 7 октября 1902, Амстердам — 31 июля 1995, Амстердам) — нидерландская артистка балета и балетмейстер.
В годы Второй мировой войны солистка балетной труппы Ивонны Георги, ассистент хореографа; по мнению писателя и критика Колы Деброта, танцу тер Веме нельзя было отказать в грациозности и художественном вкусе, однако техника её была небезупречна.
В послевоенные годы наряду с Франсуазой Адре и Соней Гаскелл принадлежала к первым леди нидерландского балета. В 1947—1959 гг. возглавляла труппу Балета Нидерландов, доносившую лёгкий танцевальный репертуар до широкой аудитории по всей стране, затем в 1959—1961 гг. стояла во главе объединённой труппы Амстердамского балета. В 1961 году эта труппа объединилась с Нидерландским балетом Сони Гаскелл, образовав Национальный балет Нидерландов, в течение нескольких месяцев Гаскелл и тер Веме вместе руководили новой труппой, но затем тер Веме не выдержала конкуренции и после длительного отпуска по болезни покинула труппу. В 1960-е гг. она вела частную школу балета, среди её учеников, в частности, Эд Кортландт.
В 1950 году вместе с Яном Мюсом снялась в фильме-фантасмагории Пауля Шрайбера «Мирте и демоны».
В 1942 году принимала участие в спасении своего партнёра по танцу, артиста еврейского происхождения Карела Понса, от нацистов.